# Latridopsis forsteri
Latridopsis forsteri är en fiskart som först beskrevs av François Louis Nompar de Caumont de Laporte 1872.  Latridopsis forsteri ingår i släktet Latridopsis och familjen Latridae. Inga underarter finns listade i Catalogue of Life.